# Qué vengan los bomberos
«Qué vengan los bomberos» es el título de una canción escrita por la cantautora mexicana Eladia Blásquez y producida por Gian Pietro Felisatti y coproducida por Miguel Blasco e interpretada por la cantautora y actriz mexicana Daniela Romo. Fue lanzada como el tercer sencillo de su octavo álbum de estudio oficial De mil colores (1992).

## Rendimiento en listas
La canción debutó en la lista de Billboard Hot Latin Tracks en el número 67 el 8 de mayo de 1993 y subió al Top 10 quedando en el puesto 5 con tres semanas después.
Solo cuatro cantantes femeninas han logrado el mismo número de semanas (o más) en el número uno en la historia de Hot Latin Tracks: Ana Gabriel (14 semanas con «Ay amor» en 1988), Yuri (16 semanas con «Qué te pasa» en 1988) y Shakira (25 semanas con «La tortura» en 2005). La canción se ubicó en el 89° lugar en la lista del 25° aniversario del Hot Latin Songs.
| Lista (1993)                    | Máxima posición |
| ------------------------------- | --------------- |
| U.S. Billboard Hot Latin Tracks | 5               |
| México Top 100                  | 84              |